# Replikační počátek

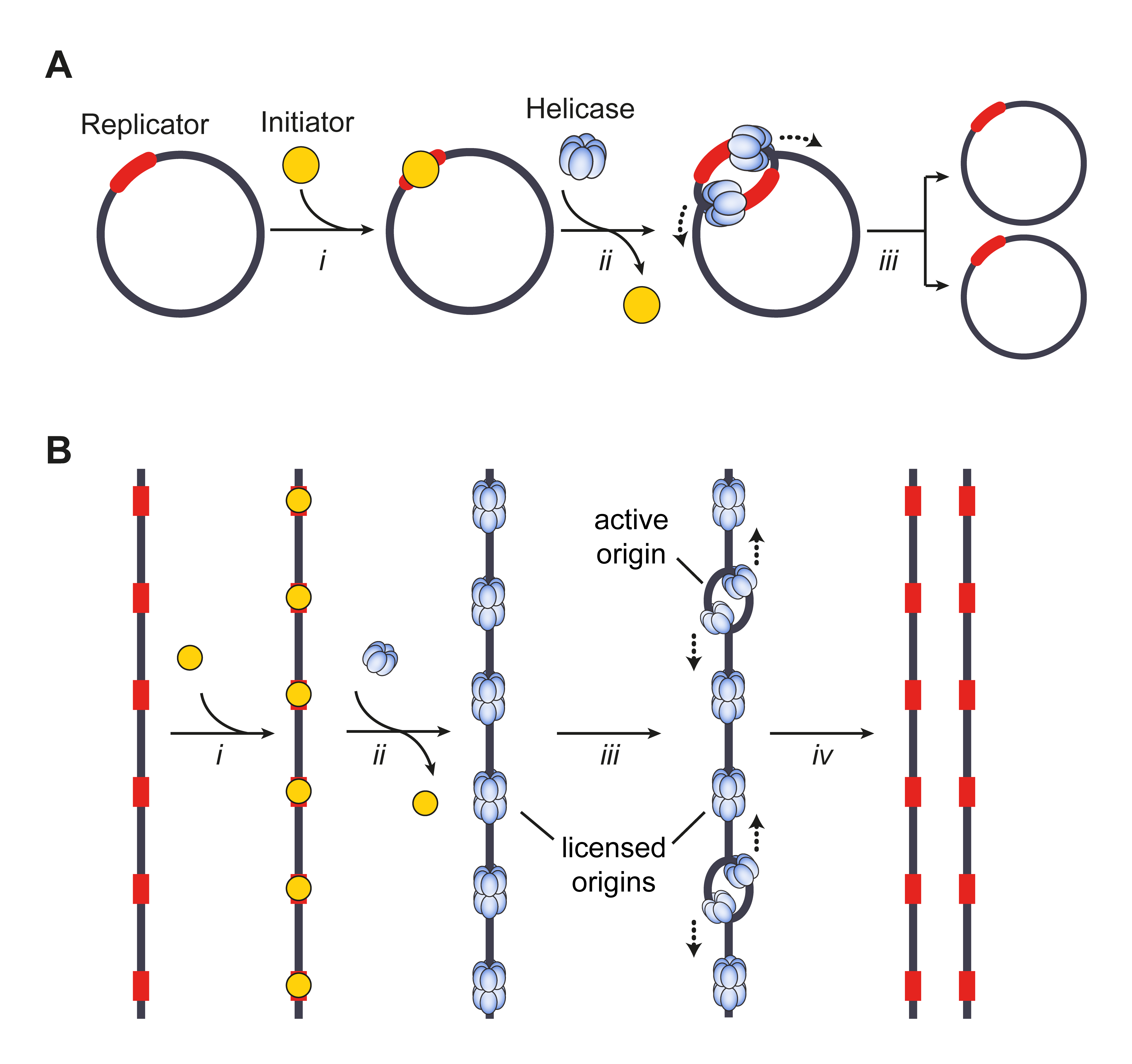
Replikační počátky u plasmidu – A a standardní DNA – B

Replikační počátek (též označovaný jako ori podle slova origin) je místo na DNA, kde začíná replikace. Jedná se obecně o krátkou signalizační sekvenci DNA. Bakterie mají obvykle na své kruhové molekule DNA pouze jeden replikační počátek, eukaryota jich mají mnohem více. Například kvasinka jich má údajně 400, myš 2 500. Část DNA replikovaná z jednoho replikačního počátku se označuje jako replikon.